# TeXML
TeXML [tɛχːml] — как процесс — является созданной на базе TeX альтернативой XSL-FO.
TeXML был разработан как проект OpenSource с целью представления XML-данных в автоматическом режиме и в виде высококачественного макета в формате PDF.
Посредством дополнительного определения структуры TeXML объединяет существующие различия синтаксиса между TeX и XML.
Технически это происходит в виде отображения элементов разметки TeX в синтаксисе XML.

## Разработка
TeXML является модификацией первоначально созданной IBM спецификации; однако, здесь следует различать понятия Структура и Преобразование.
- Структура

Определение XML для TeXML-структуры с 1999 г. считается законченным (TeXML.dtd).
Она представляет собой разметку, которая выполняет роль связующего звена между TeX и XML.
- Преобразование

Процессы преобразования функционируют стабильно с конца 2010 г., благодаря чему возможно эффективное применение технологии.
Первоначальная попытка разработки приложения Java была отклонена IBM и в дальнейшем не проводилась.

## Область применения
TeXML используется для генерирования Технической документации из XML-данных.
После преобразования TeXML --> TeX доступна определённая посредством LaTeX библиотека TeX-макросов.
С помощью TeX-макросов для публикации XML-данных возможно определение произвольно конфигурируемого макета.

## Особенности
- TeXML обеспечивает автоматическую публикацию XML-данных с помощью программы текстового набора, разработанной для ручного набора символов.
- В отличие от публикации по технологии XSL-FO на макет публикуемых XML-данных можно тонко воздействовать с помощью правил исключения в промежуточном коде.
- Правила исключения могут запоминаться в ходе процесса публикации — таким образом макет оптимизируется с каждым (новым) циклом генерирования.
- Высокая скорость процесса публикации, особенно в случае объёмных документов, где скорость в 100 раз выше, чем у процессов на базе XSL-FO.

## Структура TeXML
DTD TeXML-структуры состоит из XML-элементов:
- Root element: TeXML
- Encoding commands: cmd
- Encoding environments: env
- Encoding groups: group
- Encoding math groups: math и dmath
- Encoding control symbols: ctrl
- Encoding special symbols: spec
- PDF literals: pdf

## Структура документа TeXML
Пример XML-документа, который уже был преобразован в структуру TeXML:
```
<TeXML>
<TeXML escape="0">

\documentclass
[12pt]
{
scrartcl
}

\usepackage
[T2A]
{
fontenc
}

\usepackage
[utf8]
{
inputenc
}

\usepackage
[english,russian]
{
babel
}

</TeXML>
<env name="document">
Неверную интерпретацию служебных символов в качестве управляющих называют "Escaping", т. е.: 
$
, ^, >

<
/
env>

<
/
TeXML>

```

## Процесс TeXML
Процесс TeXML преобразует представленные в промежуточном формате TeXML XML-данные в формат TeX:
```
\documentclass
[12pt]
{
scrartcl
}

\usepackage
[T2A]
{
fontenc
}

\usepackage
[utf8]
{
inputenc
}

\usepackage
[english,russian]
{
babel
}

\begin
{
document
}

Неверную интерпретацию служебных символов в качестве управляющих называют "Escaping", т. е.: 
\textdollar
{}
, 
\^
{}
, 
\textgreater
{}
 

\end
{
document
}

```

## Поддержка процессов
Рабочие процедуры на уровне обработки (XML) и уровне публикации (TeX) поддерживаются различными инструментами, например:
- Уровень обработки: Редакторы XML

 — Eclipse (IDE), открытые исходники
 — другие редакторы XML
- Уровень публикации: Синхронизация между кодом и генерируемым PDF с помощью pdfSync:

 — Windows PC: редактор MiKTeX
 — Mac OS X: редактор TeXShop